# Liste der Naturdenkmale in Esslingen am Neckar
| Naturdenkmale | Anzahl |
| ------------- | ------ |
| FND           | 10     |
| END           | 18     |
| Gesamt        | 28     |

Die Liste der Naturdenkmale in Esslingen am Neckar nennt die verordneten Naturdenkmale (ND) der im baden-württembergischen Landkreis Esslingen liegenden Stadt Esslingen am Neckar. In Esslingen am Neckar gibt es insgesamt 28 als Naturdenkmal geschützte Objekte, davon 10 flächenhafte Naturdenkmale (FND) und 18 Einzelgebilde-Naturdenkmal (END).
Stand: 30. Oktober 2016.

## Flächenhafte Naturdenkmale (FND)
| Name                                         | Bild | Kennung     | Einzelheiten                    | Position | Fläche Hektar | Datum         |
| -------------------------------------------- | ---- | ----------- | ------------------------------- | -------- | ------------- | ------------- |
| Bachklinge im Gewann Klebwald                |      | 81160803532 | Esslingen am Neckar, Ostfildern | ⊙        | 2,7           | 22. Okt. 1993 |
| Bachklinge im Gewann Stöckenberg             |      | 81160191325 | Esslingen am Neckar             | ⊙        | 2,0           | 30. Juni 1994 |
| Belzbach im Gewann Hansenberg                | BW   | 81160191326 | Esslingen am Neckar             | ⊙        | 0,8           | 30. Juni 1994 |
| Feuchtgebiet im Gewann Mönchelenwiesen       |      | 81160191331 | Esslingen am Neckar             | ⊙        | 0,1           | 30. Juni 1994 |
| Klinge im Gewann Champagne                   |      | 81160191337 | Esslingen am Neckar, Ostfildern | ⊙        | 2,1           | 30. Juni 1994 |
| Kopfweiden im Gewann Brühlwiesen             | BW   | 81160191332 | Esslingen am Neckar             | ⊙        | 0,0           | 30. Juni 1994 |
| Mühlbach mit Seitenklinge im Gewann Klebwald |      | 81160191335 | Esslingen am Neckar, Ostfildern | ⊙        | 3,2           | 30. Juni 1994 |
| Vogelschutzbiotop im Gewann Mutzenreis       | BW   | 81160191324 | Esslingen am Neckar             | ⊙        | 0,7           | 30. Juni 1994 |
| Waldtümpel im Gewann Saisleshau              |      | 81160191329 | Esslingen am Neckar             | ⊙        | 0,2           | 30. Juni 1994 |
| Weiher im Gewann Spachbruck                  |      | 81160191330 | Esslingen am Neckar             | ⊙        | 0,6           | 30. Juni 1994 |
| Legende für Naturdenkmal                     |      |             |                                 |          |               |               |

## Einzelgebilde (END)
| Name                           | Bild | Kennung     | Einzelheiten        | Position | Fläche Hektar | Datum         |
| ------------------------------ | ---- | ----------- | ------------------- | -------- | ------------- | ------------- |
| Eiche im Gewann Geuernrain     | BW   | 81160191327 | Esslingen am Neckar | ⊙        | 0,0           | 30. Juni 1994 |
| Eiche im Gewann Seracher Heide | BW   | 81160191333 | Esslingen am Neckar | ⊙        | 0,0           | 30. Juni 1994 |
| Eiche in der Neckarhalde       | BW   | 81160191328 | Esslingen am Neckar | ⊙        | 0,0           | 30. Juni 1994 |
| 1 Bergahorn                    |      | 81160191319 | Esslingen am Neckar | ⊙        | 0,0           | 25. Aug. 1983 |
| 1 Blutbuche                    |      | 81160191321 | Esslingen am Neckar | ⊙        | 0,0           | 25. Aug. 1983 |
| 1 Blutbuche                    | BW   | 81160191322 | Esslingen am Neckar | ⊙        | 0,0           | 25. Aug. 1983 |
| 1 Eiche (Donareiche)           |      | 81160191302 | Esslingen am Neckar | ⊙        | 0,0           | 25. Aug. 1983 |
| 1 Eiche                        | BW   | 81160191301 | Esslingen am Neckar | ⊙        | 0,0           | 25. Aug. 1983 |
| 1 Ginkgo                       |      | 81160191316 | Esslingen am Neckar | ⊙        | 0,0           | 25. Aug. 1983 |
| 1 Linde (Friedenslinde)        |      | 81160191311 | Esslingen am Neckar | ⊙        | 0,0           | 25. Aug. 1983 |
| 1 Linde                        | BW   | 81160191306 | Esslingen am Neckar | ⊙        | 0,0           | 25. Aug. 1983 |
| 1 Linde                        | BW   | 81160191318 | Esslingen am Neckar | ⊙        | 0,0           | 25. Aug. 1983 |
| 1 Platane                      | BW   | 81160191305 | Esslingen am Neckar | ⊙        | 0,0           | 25. Aug. 1983 |
| 1 Platane                      |      | 81160191309 | Esslingen am Neckar | ⊙        | 0,0           | 25. Aug. 1983 |
| 1 Sequoia (Mammutbaum)         |      | 81160191307 | Esslingen am Neckar | ⊙        | 0,0           | 25. Aug. 1983 |
| 2 Eichen (Eichentor)           |      | 81160191312 | Esslingen am Neckar | ⊙        | 0,0           | 25. Aug. 1983 |
| 2 Magnolien                    |      | 81160191323 | Esslingen am Neckar | ⊙        | 0,0           | 25. Aug. 1983 |
| 2 Platanen                     |      | 81160191317 | Esslingen am Neckar | ⊙        | 0,0           | 25. Aug. 1983 |
| Legende für Naturdenkmal       |      |             |                     |          |               |               |